# Orobanche schultzii
Orobanche schultzii là loài thực vật có hoa thuộc họ Cỏ chổi. Loài này được Mutel mô tả khoa học đầu tiên năm 1835.

## Hình ảnh

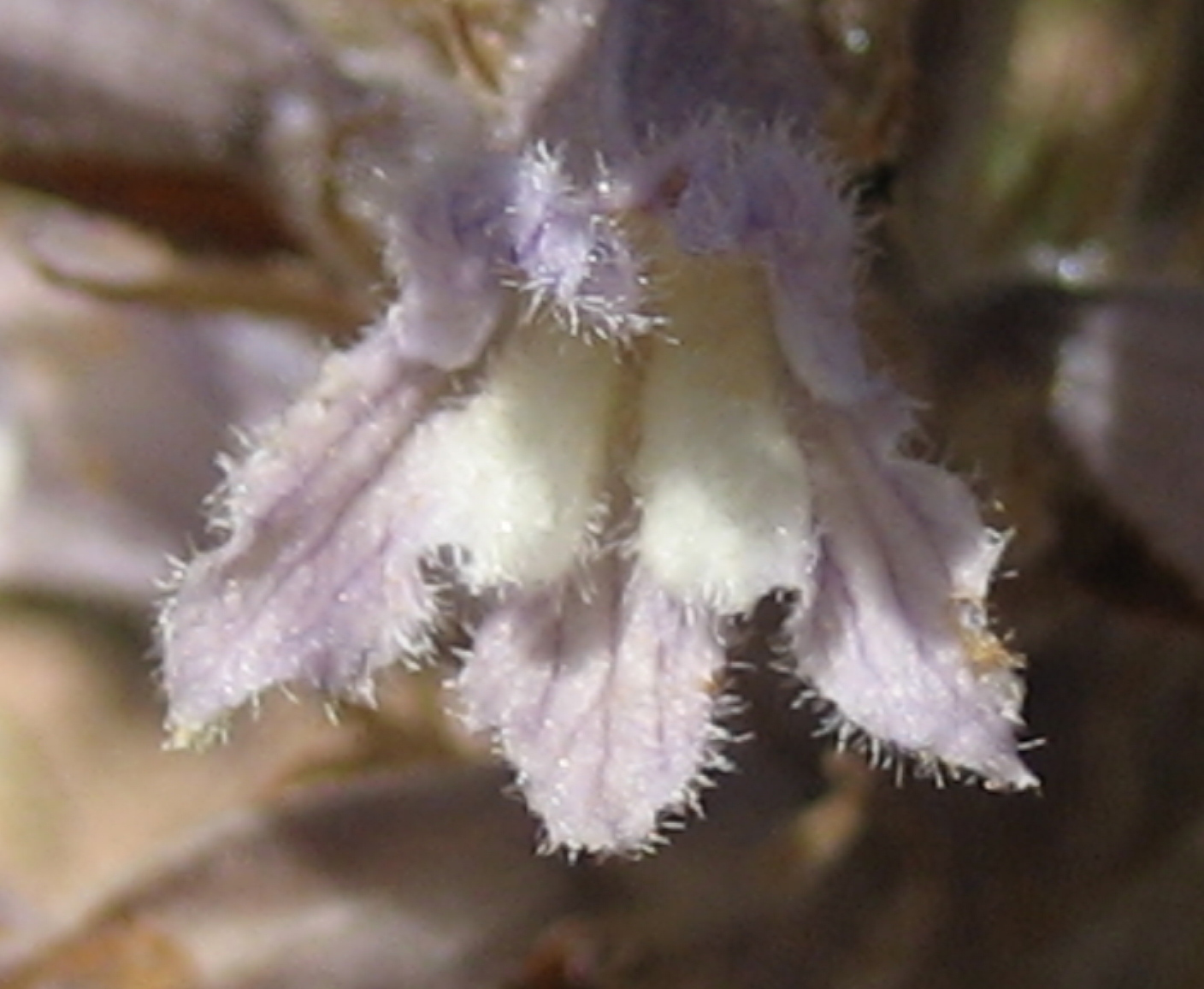
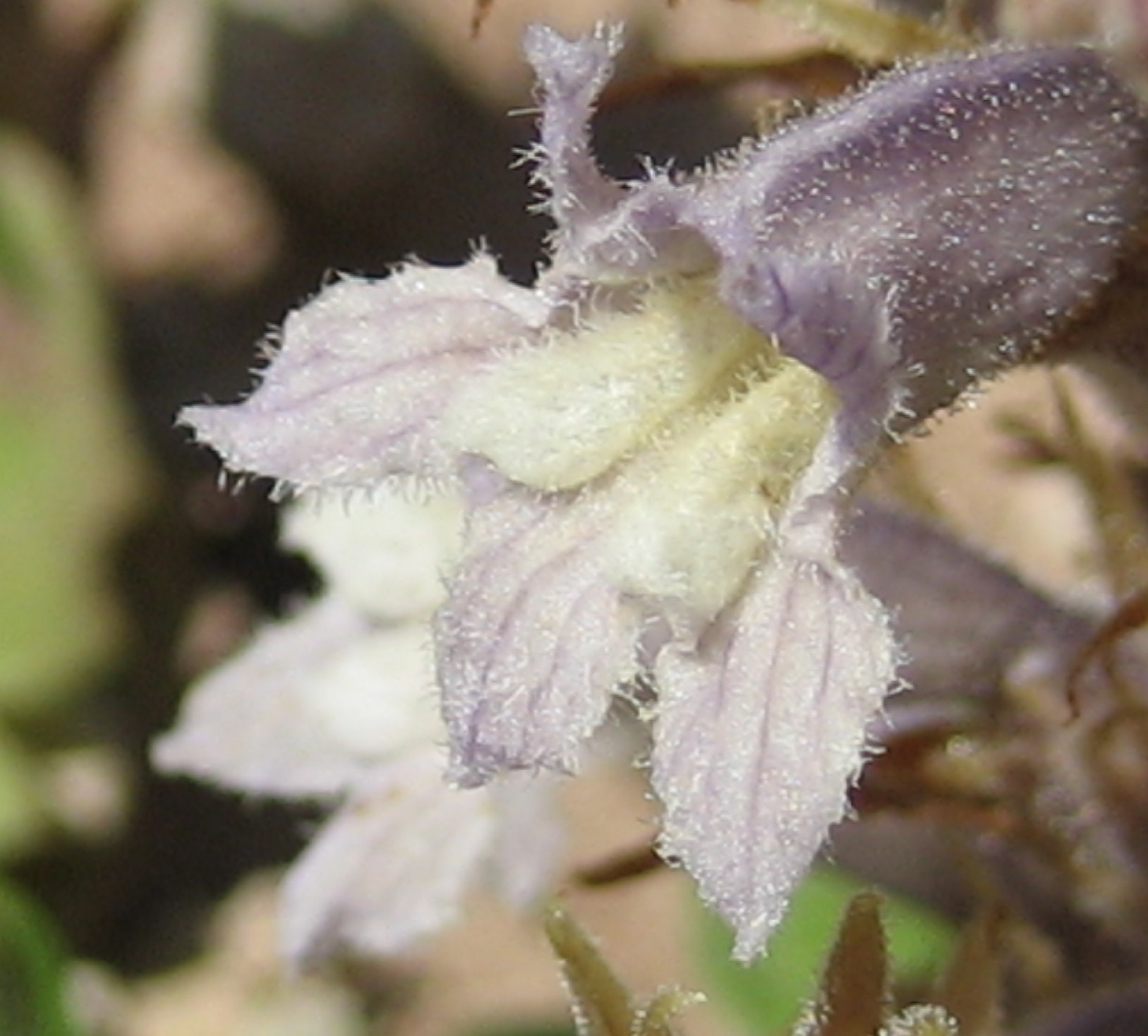